# Salles-Mongiscard
Salles-Mongiscard – miejscowość i gmina we Francji, w regionie Nowa Akwitania, w departamencie Pireneje Atlantyckie.
Według danych na rok 1990 gminę zamieszkiwały 262 osoby, a gęstość zaludnienia wynosiła 45 osób/km² (wśród 2290 gmin Akwitanii Salles-Mongiscard plasuje się na 917. miejscu pod względem liczby ludności, natomiast pod względem powierzchni na miejscu 1371.).